# Johannes Mayer
Pour les articles homonymes, voir Mayer.
Ne doit pas être confondu avec Johannes Meyer.
Dr. rer. pol. Dr.-Ing. Johannes Mayer (6 septembre 1893 à Stepenitz — 7 août 1963 à Hambourg) est un General der Infanterie allemand de la Heer (armée de Terre) dans la Wehrmacht pendant la Seconde Guerre mondiale.
Il a été récipiendaire de la croix de chevalier de la croix de fer avec feuilles de chêne et glaives. Cette décoration et ses grades supérieurs : les feuilles de chêne et glaives sont attribués en reconnaissance d'un acte d'une extrême bravoure ou d'un succès de commandement important du point de militaire.

## Biographie
Fils d'un pasteur, Mayer est né le 6 décembre 1893 à Stepenitz dans la province de Brandebourg. Il fréquente le pensionnat Pforta, où il obtient son Abitur (diplôme) comme meilleur de sa classe. Il a ensuite commencé à étudier la théologie. Avec le déclenchement de la Première Guerre mondiale, il se porte volontaire pour le service militaire et rejoint le 42e régiment d'infanterie. Tout au long de la Première Guerre mondiale, il a servi avec ce régiment et a gagné les deux classes de la croix de fer (Eisernes Kreuz).
Entre les deux guerres mondiales, il retourne au collège et obtient deux titres de doctorat : Dr. rer. pol. (Volkswirtschaftslehre : économie politique) et Dr. Ing. (Ingenieurswesen : ingénierie).

## Décorations
- Croix de fer (1914)
  - 2e classe (24 août 1915)
  - 1re classe (16 décembre 1916)
- Agrafe de la croix de fer (1939)
  - 2e classe (6 juin 1940)
  - 1re classe (9 juin 1940)
- Insigne de combat d'infanterie en Argent
- Croix de chevalier de la croix de fer avec feuilles de chêne et glaives
  - Croix de chevalier le 13 septembre 1941 en tant que oberst et commandant du Infanterie-Regiment 501[1]
  - 453e feuilles de chêne le 13 avril 1944 en tant que Generalleutnant et commandant de la 329. Infanterie-Division[1]
  - 89e glaives le 23 août 1944 en tant que Generalleutnant et commandant de la 329. Infanterie-Division[1]
- Mentionné 2 fois dans la revue Wehrmachtbericht (16 mars 1944, 18 juillet 1944)